# Paul Giguet
Pour les articles homonymes, voir Giguet.
Paul Giguet, né le 25 avril 1915 à Paris et mort le 28 septembre 1993 à Albertville, est un coureur cycliste français.

## Biographie
Il fut le coéquipier de Louison Bobet (équipe de France sur le Tour de France en 1948 et 1950), Apo Lazaridès, Pierre Brambilla, Ferdi Kübler, Louis Caput, Camille Danguillaume, Jean Robic, René Vietto et Jean de Gribaldy.
Il devint agent automobile après la fin de sa carrière.

## Palmarès
- 1935
  - 2e de Bourg-Genève-Bourg
  - 3e du Circuit du Mont-Blanc
- 1936
  - Grand Prix des Docks Besançon
  - Grand Prix de la Grand'Combe
  - 2e du Circuit du Forez
  - 2e du Grand Prix de Thizy
  - 3e du Tour du Doubs
- 1939
  - GP Wolber indépendants
- 1942
  - 3e du championnat de France de poursuite
- 1945
  - Grand Prix Limoges
  - 3e de Marseille-Nice
- 1947
  - 1re étape du Circuit des villes d'eaux d'Auvergne
  - 3e d'Annemasse-Bellegarde-Annemasse
- 1948
  - 4eb étape du Critérium du Dauphiné libéré (contre-la-montre)
  - 2e du Critérium du Dauphiné libéré
  - 2e du Grand Prix du VS Musulman Alger
  - 3e du championnat de France sur route
  - 3e du championnat de France de poursuite
- 1951
  - Circuit des Deux Ponts
  - 3e des Boucles de la Seine
  - 3e du Grand Prix de Thizy
- 1952
  - Grand Prix de Montsauche[1]
  - 2e du Grand Prix de la Tarentaise
  - 3e du Circuit boussaquin
  - 3e du Grand Prix d'Aubenas

## Résultats sur les grands tours

### Tour de France
6 participations
- 1947 : 19e
- 1948 : 25e
- 1949 : 47e
- 1950 : 24e
- 1951 : 34e
- 1952 : 66e

### Tour d'Italie
1 participation
- 1948 : abandon